# Monument del Lleó
El Monument del Lleó és una escultura del municipi de Girona inclosa en l'Inventari del Patrimoni Arquitectònic de Catalunya.

## Descripció
Té una àmplia base quadrada que acull una sèrie de làpides dedicades als oficials morts durant els setges napoleònics, serveix de suport al monument. Després d'un altre sòcol, més petit i circular, s'aixeca una gran columna estriada amb un estrany capitell. Sobre aquest es troba una plataforma que sosté a un lleó aixecat en actitud majestàtica. Als seus peus un estendard cau recorrent una part de la columna. En el medalló central d'aquest es llegeixen els noms dels comandants dels setges i la dedicatòria global del monument. Està realitzada en pedra.

## Història

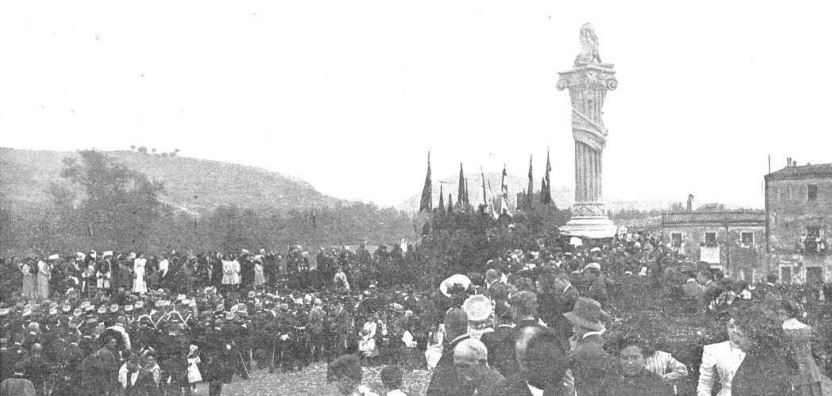
Inauguració el 1909

La comissió organitzadora dels setges encarregà la construcció d'un monument commemoratiu. El 7 de novembre de 1909 se'n va fer la inauguració oficial, però amb la columna i el lleó provisionals, ja que eren de materials peribles. Els definitius, de pedra, s'instal·laren l'any 1915.